# Engins
Ne doit pas être confondu avec Engin.
Engins est une commune française située dans le département de l'Isère en région Auvergne-Rhône-Alpes, autrefois rattachée à l'ancienne province du Dauphiné.
Ce modeste de bourg de moyenne montagne est le passage obligé depuis Grenoble, par Sassenage vers le Vercors septentrional, secteur également connu sous le vocable des « Quatre-Montagnes ». C'est la zone du massif la plus développée économiquement et démographiquement. Le village est bien desservi par une route qui le relie à la vallée de l'Isère et aux grandes métropoles de la région dont l'agglomération grenobloise très proche, et l'agglomération lyonnaise dont l'accès à l'autoroute est situé à moins de 10 kilomètres du bourg.
Historiquement, la paroisse d'Engins dépendait des seigneurs de Sassenage dont le château, transformé en musée, est situé en contrebas des falaises d'Engins à l'entrée de la commune voisine de Sassenage. La commune est également une des entrées du parc naturel régional du Vercors. Au cours du XIXe siècle, la première route carrossable qui a permis de désenclaver le massif du Vercors, passe par le territoire d' Engins (hameau des Jaux), permettant ainsi à l'économie agricole et forestière de s'ouvrir vers l'extérieur.
La commune, qui héberge sur son territoire le réseau du gouffre Berger, bien connu dans le milieu spéléologique, est incorporée dans le canton de Fontaine-Vercors créé en 2014. Elle est également adhérente à la communauté de communes du massif du Vercors et ses habitants se dénomment les Enginois.

## Géographie

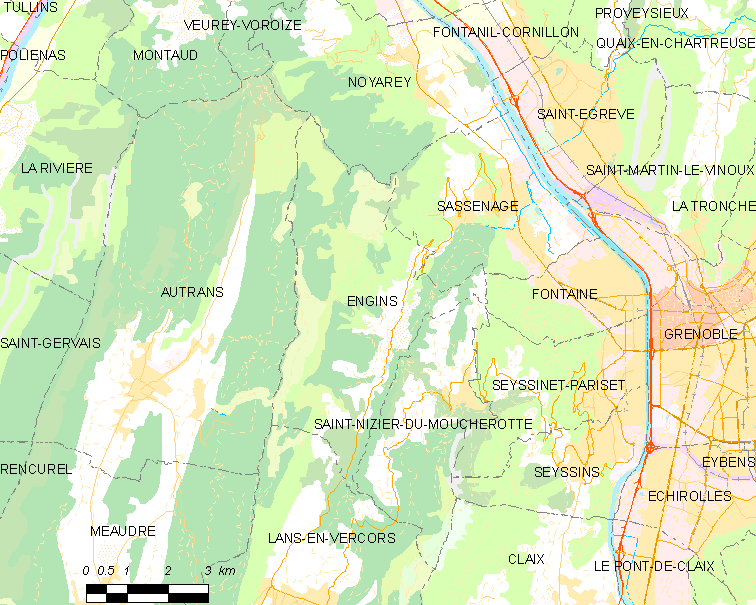
Engins et ses communes voisines.

### Situation
La commune appartient au parc naturel régional du Vercors. Elle est fortement influencée par la présence des gorges du Furon et des imposantes falaises qui l'encadrent.
Engins est située à environ 17 km de Grenoble et fait partie de son aire urbaine.

### Description
Engins est une commune rurale située en moyenne montagne composé d'un modeste bourg central entouré de nombreux hameaux, généralement constitué de quelque fermes. La proximité de l'agglomération grenobloise a entraîné la construction de quelques résidences principales sous la forme de villas.
La commune ne possède qu'une seule liaison routière entre l'agglomération grenobloise et les autres localités de la communauté de communes du massif du Vercors. Le bourg central d'Engins, composé de la mairie, de l'école, de l'église et de quelques maisons, se situe sur une élévation correspondant au flanc oriental des hauts plateaux de la Molière et du Sornin, situés dans la partie septentrionale du massif du Vercors.

### Géologie et relief
Les pentes de rive gauche des gorges Furon, qui s'élèvent vers le plateau du Sornin et la Dent du Loup montrent, à peu près à mi-hauteur, une inflexion relativement atténuée au sud d'Engins. Celle-ci s'accentue au contraire vers le nord au débouché de la partie supérieure de la vallée du Furon. Le fond, très plat mais incliné vers l'est, du synclinal de Villard-de-Lans est limité du côté est par le synclinal de Sassenage et du côté ouest par la flexure des Engenières.

### Hydrographie

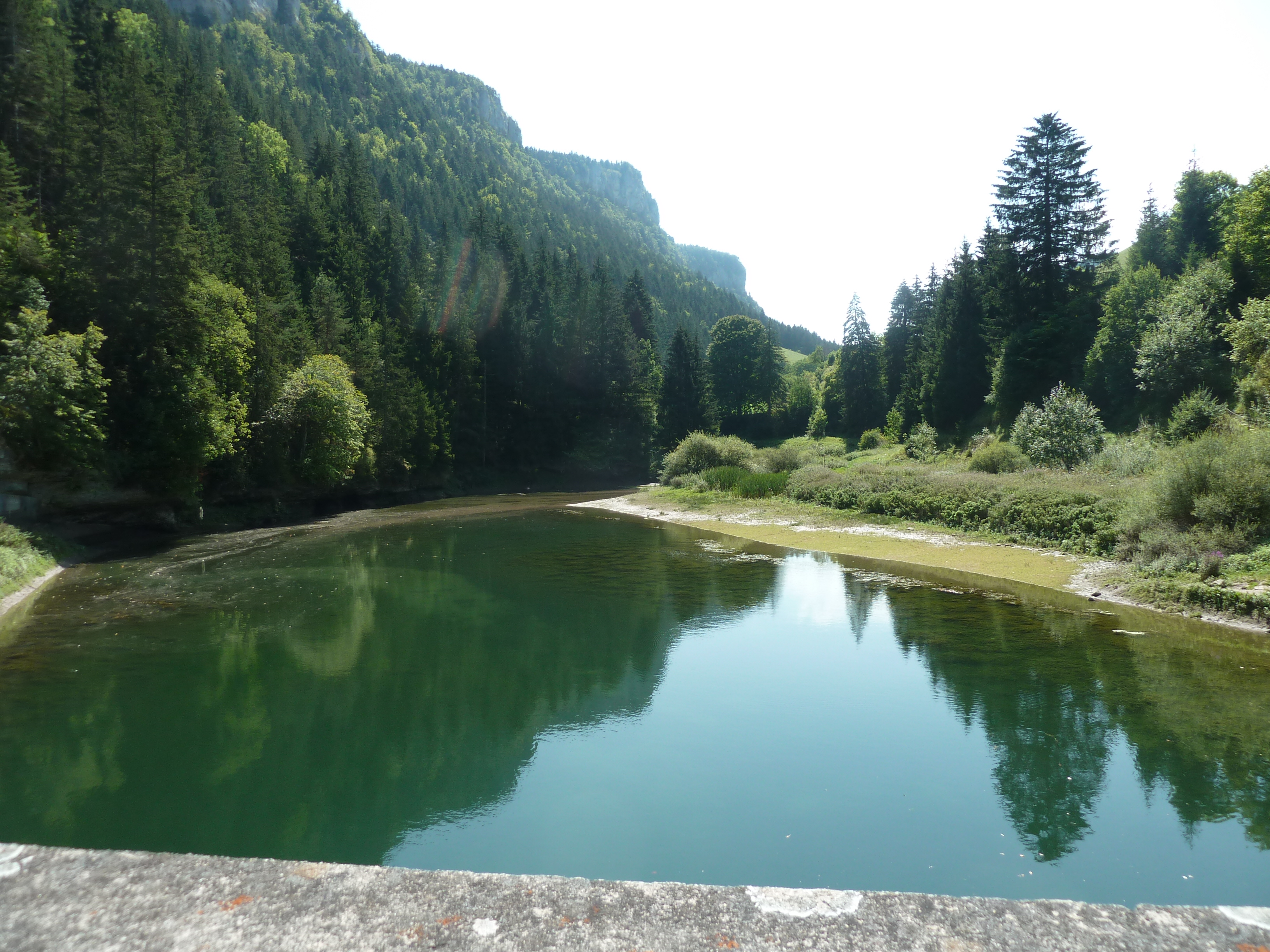
Retenue d'eau du barrage d'Engins.

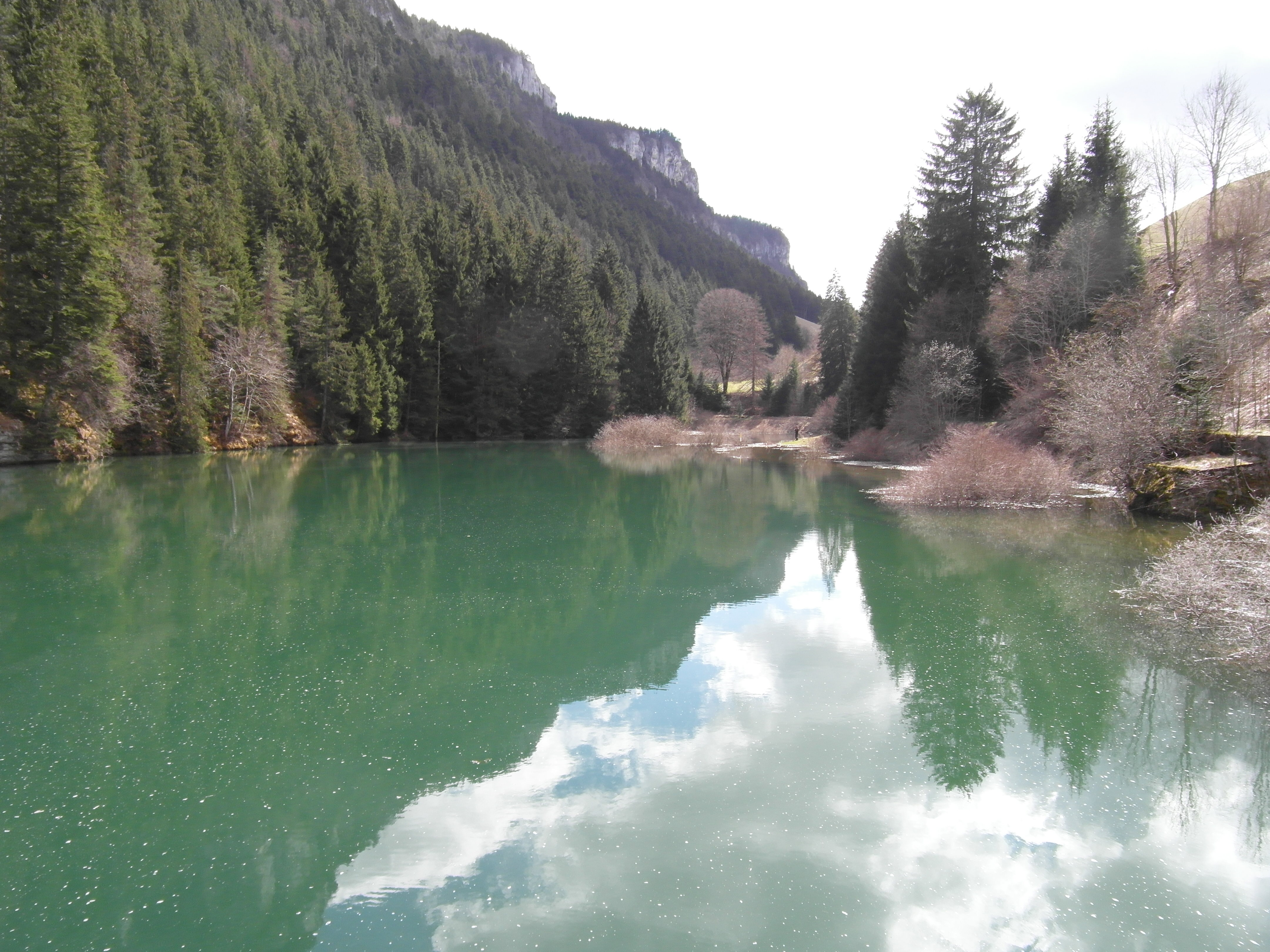
Retenue d'eau du barrage d'Engins.

La commune est traversée par un torrent et quelques ruisseaux qui sont tous ses affluents
- Le torrent du Furon :

Le Furon qui prend sa source au sud-est du bourg de Lans-en-Vercors à 1 300 mètres d'altitude et rejoint l'Isère sur la commune de Noyarey traverse le territoire d'Engins dans un axe sud-nord. Cette rivière a une longueur de 21,4 km.
Un barrage a été construit sur le cours de ce torrent, et cette construction est la conséquence directe de la création d'une modeste retenue d'eau, située en contrebas du bourg, non loin de la route départementale.
- Les ruisseaux
  - Le ruisseau de Rivet, d'une longueur de 2 kilomètres[6].
  - Le ruisseau de Chasau, d'une longueur de 1,8 kilomètre[7].
  - Le Bruyant (en limite avec Lans-en-Vercors), d'une longueur de 1,2 kilomètre[8].

### Climat
Pour des articles plus généraux, voir Climat d'Auvergne-Rhône-Alpes et Climat de l'Isère.
En 2010, le climat de la commune est de type climat de montagne, selon une étude du Centre national de la recherche scientifique s'appuyant sur une série de données couvrant la période 1971-2000. En 2020, Météo-France publie une typologie des climats de la France métropolitaine dans laquelle la commune est exposée à un climat de montagne ou de marges de montagne et est dans la région climatique Alpes du nord, caractérisée par une pluviométrie annuelle de 1 200 à 1 500 mm, irrégulièrement répartie en été.
Pour la période 1971-2000, la température annuelle moyenne est de 9 °C, avec une amplitude thermique annuelle de 17 °C. Le cumul annuel moyen de précipitations est de 1 367 mm, avec 10,2 jours de précipitations en janvier et 7,6 jours en juillet. Pour la période 1991-2020, la température moyenne annuelle observée sur la station météorologique de Météo-France la plus proche, « Villard-de-Lans », sur la commune de Villard-de-Lans à 13 km à vol d'oiseau, est de 8,0 °C et le cumul annuel moyen de précipitations est de 1 270,0 mm,. Pour l'avenir, les paramètres climatiques de la commune estimés pour 2050 selon différents scénarios d'émission de gaz à effet de serre sont consultables sur un site dédié publié par Météo-France en novembre 2022.

#### Tableaux des températures minimales et maximales sur trois années
- 2013

| Mois                              | jan. | fév. | mars | avril | mai  | juin | jui. | août | sep. | oct. | nov. | déc. |
| --------------------------------- | ---- | ---- | ---- | ----- | ---- | ---- | ---- | ---- | ---- | ---- | ---- | ---- |
| Température minimale moyenne (°C) | −1,4 | −1,2 | 2,7  | 6,4   | 8,5  | 12,7 | 16,3 | 14,9 | 12   | 10,2 | 3    | −1,7 |
| Température maximale moyenne (°C) | 5,4  | 5,3  | 12,1 | 17,7  | 17,3 | 18,4 | 25   | 27,8 | 23,6 | 19,5 | 9,1  | 9,1  |

- 2015

| Mois                              | jan. | fév. | mars | avril | mai  | juin | jui. | août | sep. | oct. | nov. | déc. |
| --------------------------------- | ---- | ---- | ---- | ----- | ---- | ---- | ---- | ---- | ---- | ---- | ---- | ---- |
| Température minimale moyenne (°C) | −0,3 | −0,3 | 3,6  | 6,6   | 10,8 | 14,6 | 17,3 | 15,9 | 10,9 | 7,5  | 2,1  | −1,1 |
| Température maximale moyenne (°C) | 8    | 6,8  | 14,6 | 20    | 22,3 | 28   | 31,6 | 28,3 | 22,6 | 16   | 13,9 | 10,7 |

- 2017

| Mois                              | jan. | fév. | mars | avril | mai  | juin | jui. | août | sep. | oct. | nov. | déc. |
| --------------------------------- | ---- | ---- | ---- | ----- | ---- | ---- | ---- | ---- | ---- | ---- | ---- | ---- |
| Température minimale moyenne (°C) | −5,8 | 1,2  | 4,6  | 4,9   | 10,3 | 15,8 | 15,9 | 15,4 | 9,5  | 6,2  | 1,6  | −1,2 |
| Température maximale moyenne (°C) | 2,7  | 13,6 | 17,5 | 19,1  | 23,6 | 29,2 | 28,8 | 28,6 | 21,7 | 20,5 | 10,2 | 5,1  |

### Voies de communications

#### Réseau routier
- La route départementale 531

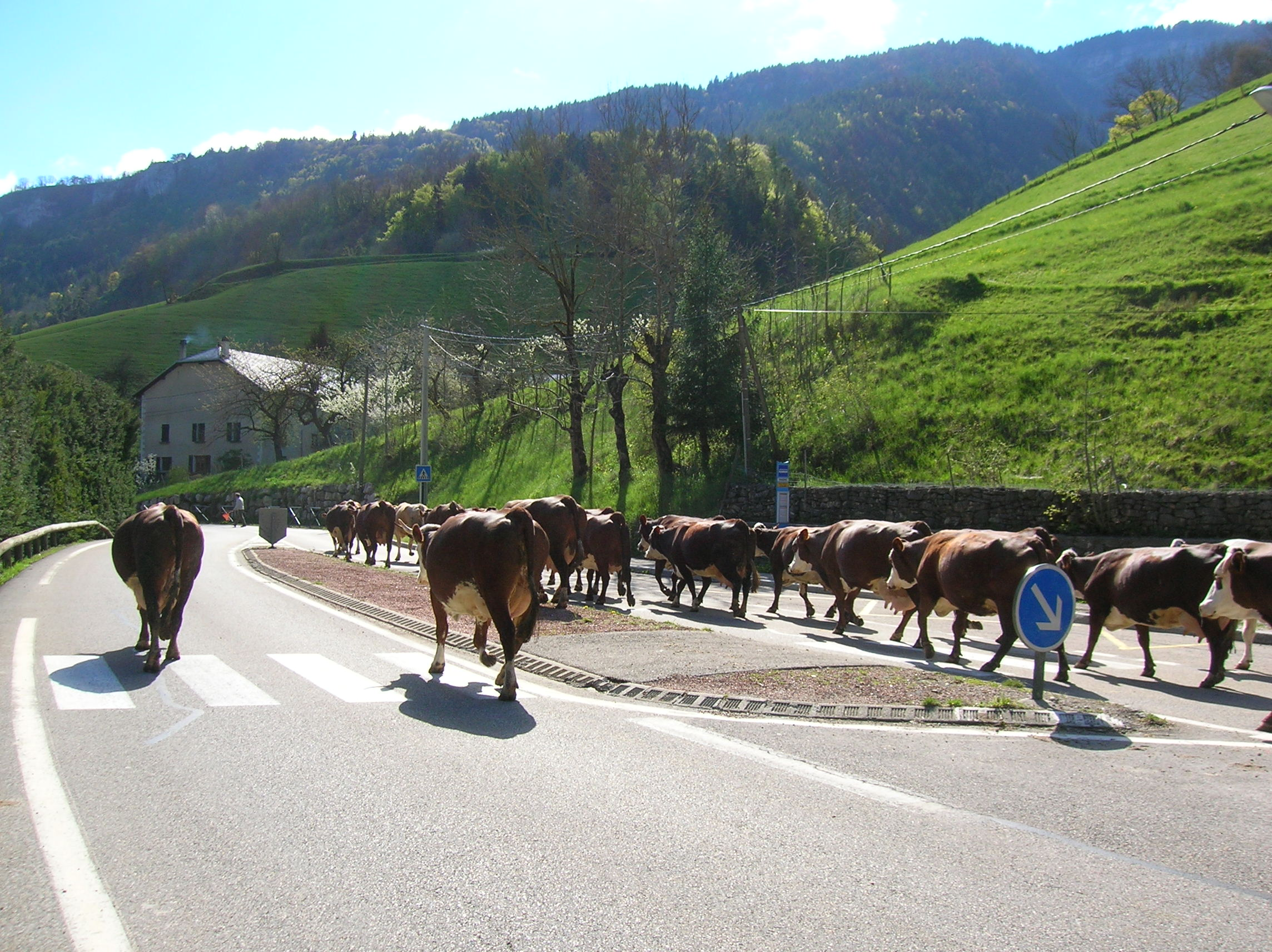
La RD 531 empruntée par un troupeau de vaches.

Le territoire communal est traversé par une route unique. il s'agit de la route route départementale 531, ancienne route nationale 531, déclassée en 1972, qui débute non loin du centre-ville de Sassenage, au rond-point de la place Jean-Prévost, depuis la route départementale 1532 et se termine à Saint-Just-de-Claix, dans le hameau de Clairivaux, au carrefour de cette même RD 1532.
Cette route permet de traverser les gorges du Furon (quelquefois dénommées « gorges d'Engins »), ainsi que de longer les gorges du Bruyant, deux sites touristiques situés aux limites méridionales du territoire communal et partagés avec la commune voisine de Lans-en-Vercors.
- La route départementale 531b (RD 531b)

Il s'agit d'une petite route d'une longueur d'environ 600 mètres qui permet de relier la RD 531 depuis le hameau des Jaux, au bourg central, notamment la mairie, situé au-dessus de la route principale.

### Modes de transports

#### Ligne d'autocars

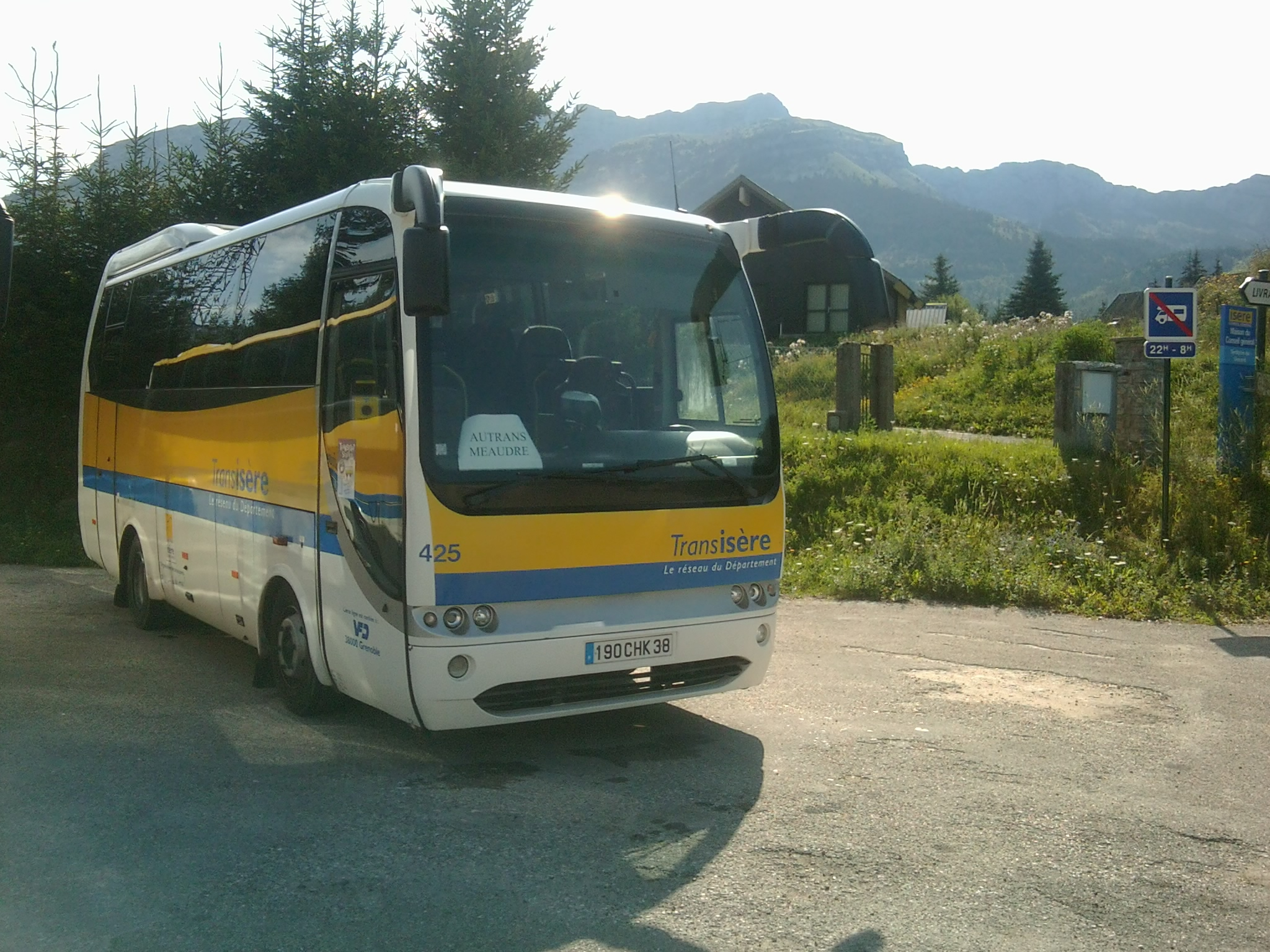
Autocar du réseau.

La commune est desservie par quatre lignes régulières de cars qui fonctionnent tous les jours, samedis, dimanches et jours fériés, compris par le réseau interurbain de l'Isère.
- la ligne T64 relie la commune de Corrençon-en-Vercors à Grenoble (gare et polygone scientifique) passe parla commune d' Engins (avec quatre arrêts dont Les Jaux, à proximité du bourg), avant de rejoindre Lans-en-Vercors (Office de tourisme)[16].

#### Desserte ferroviaire
La gare ferroviaire la plus proche est la gare de Grenoble qui est située à environ 18 km de la commune.

#### Aéroport
L'aéroport le plus proche est l'aéroport de Grenoble-Isère situé à environ 51 km.

#### Sentiers de randonnées
Le territoire communal est traversé par :
- le sentier de grande randonnée 9 ;
- le sentier de grande randonnée de pays : Tour des Quatre Montagnes.

## Urbanisme

### Typologie
Au 1er janvier 2024, Engins est catégorisée commune rurale à habitat dispersé, selon la nouvelle grille communale de densité à sept niveaux définie par l'Insee en 2022.
Elle est située hors unité urbaine. Par ailleurs la commune fait partie de l'aire d'attraction de Grenoble, dont elle est une commune de la couronne,. Cette aire, qui regroupe 204 communes, est catégorisée dans les aires de 700 000 habitants ou plus (hors Paris),.

### Occupation des sols
L'occupation des sols de la commune, telle qu'elle ressort de la base de données européenne d’occupation biophysique des sols Corine Land Cover (CLC), est marquée par l'importance des forêts et milieux semi-naturels (81 % en 2018), en diminution par rapport à 1990 (83,5 %). La répartition détaillée en 2018 est la suivante : 
forêts (53,2 %), milieux à végétation arbustive et/ou herbacée (27,8 %), prairies (15,1 %), zones agricoles hétérogènes (3,9 %). L'évolution de l’occupation des sols de la commune et de ses infrastructures peut être observée sur les différentes représentations cartographiques du territoire : la carte de Cassini (XVIIIe siècle), la carte d'état-major (1820-1866) et les cartes ou photos aériennes de l'IGN pour la période actuelle (1950 à aujourd'hui).

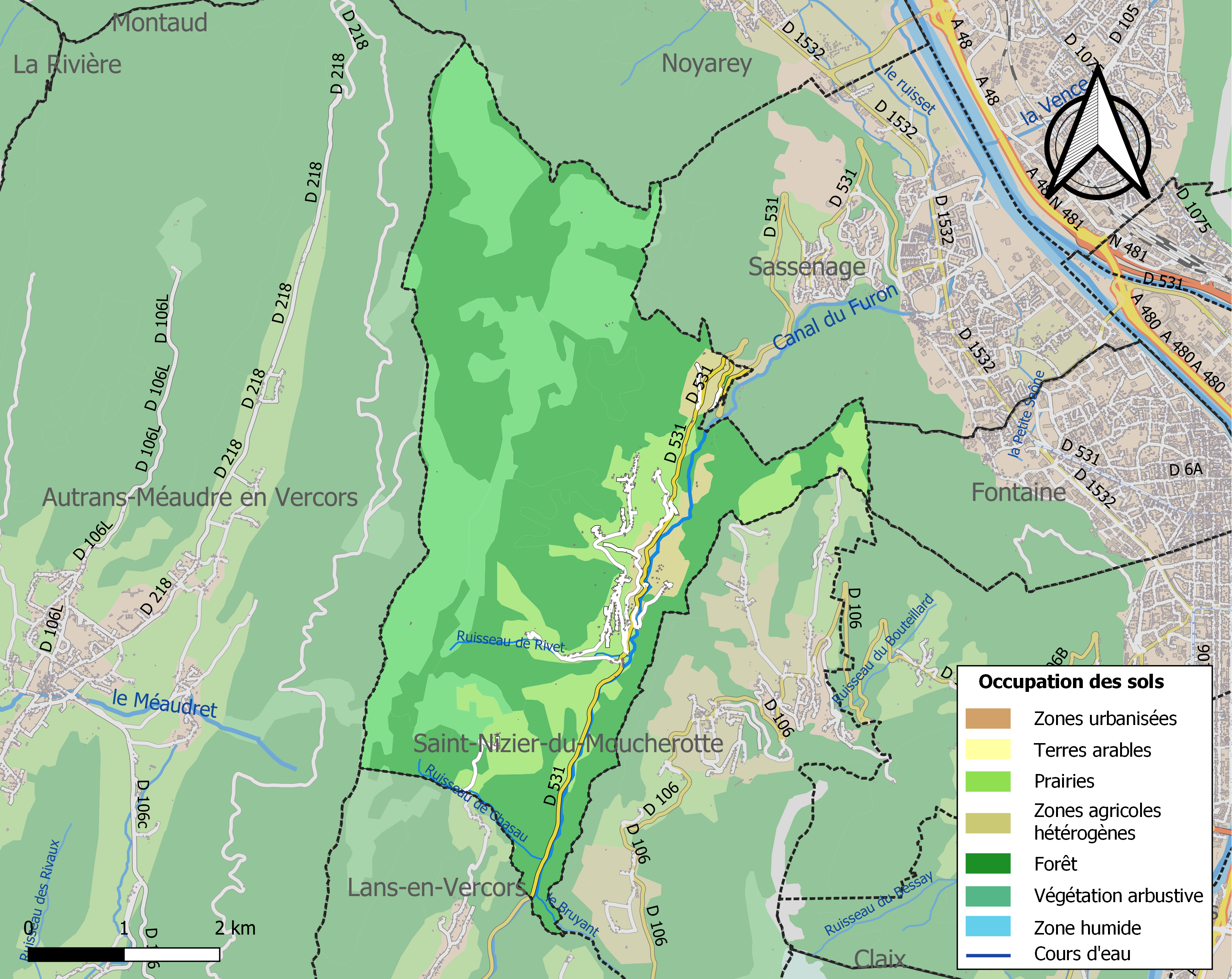
Carte des infrastructures et de l'occupation des sols de la commune en 2018 (CLC).

### Risques naturels et technologiques

#### Risques sismiques
L'ensemble du territoire d'Engins est situé en zone de sismicité n°4 (sur une échelle de 1 à 5), comme la plupart des communes de son secteur géographique.
| Type de zone | Niveau            | Définitions (bâtiment à risque normal) |
| ------------ | ----------------- | -------------------------------------- |
| Zone 4       | Sismicité moyenne | accélération = 1,6 m/s2                |

## Toponymie
Le lieu se dénommait « Ecclesiam S. Johannis » 1080, puis, « Enginz » et « Ingins » au XIIe siècle, probablement issu du gentilice romain Ingenius.
Selon André Plank, auteur d'un livre sur l'origine des noms de communes du département de l'Isère, le nom du village pourrait cependant provenir du préfixe eng-, à rapprocher des termes latins angere (qui signifie serrer, étrangler) et angris/angrae (qui signifie vallon), ce mot qui est aussi à l'origine du terme « angine », a une racine commune entre au niveau de toutes les langues indo-européennes évoquant la « gorge » où se situe la plus grande partie du territoire d'Engins.

## Histoire

Engins en 1908.

### Préhistoire

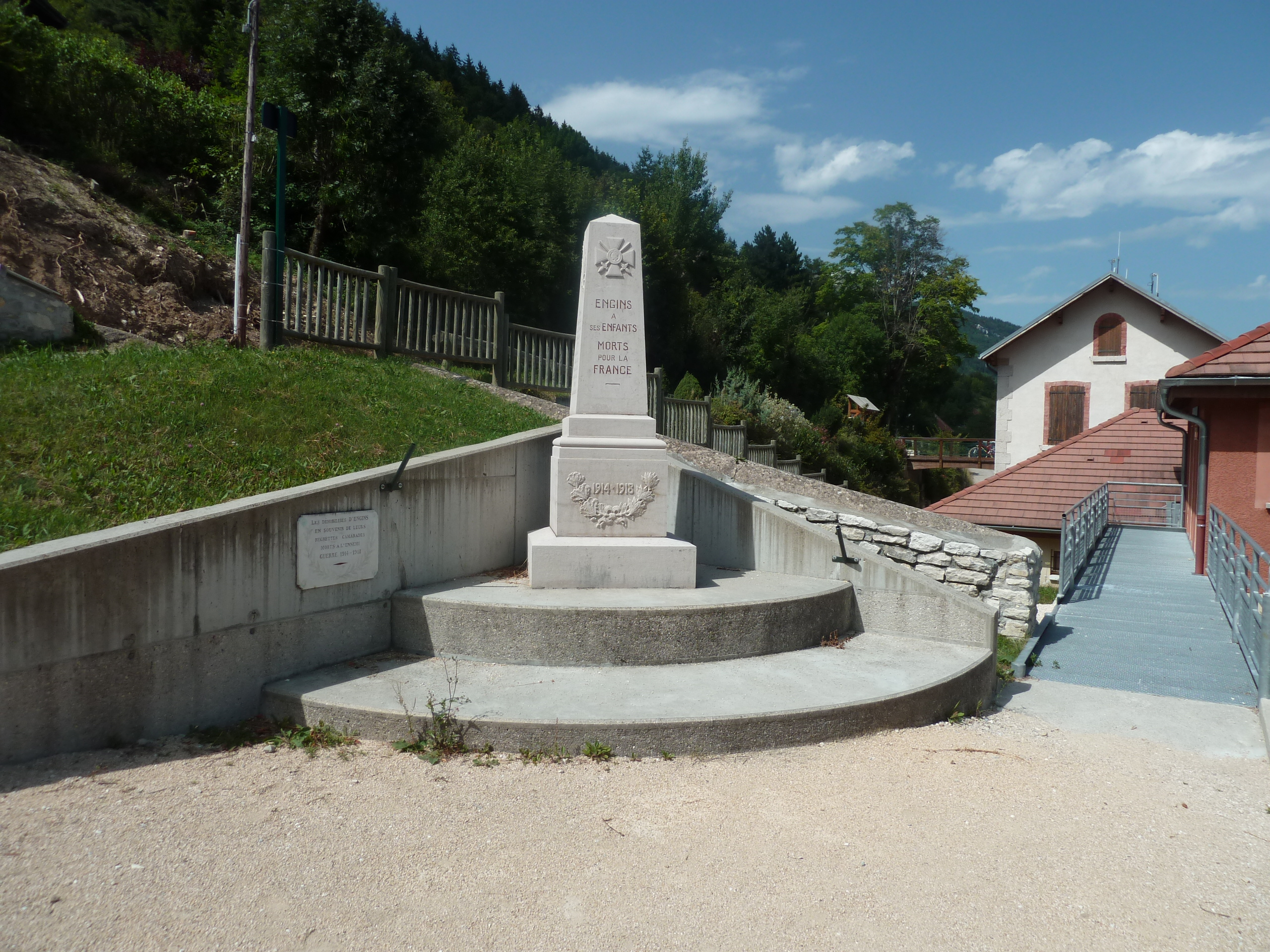
Le monument aux morts.

Dans les gorges du Furon s'ouvrent de nombreuses cavités dont une, la grotte de l'Olette — située sur une commune mitoyenne : Lans-en-Vercors —, a livré des silex taillés datant de l'Épipaléolithique (8000 av. J.-C.). C'était une halte saisonnière.

### Antiquité
La commune fut peuplée à l'époque gallo-romaine car les traces d'une villa romaine ont été découvertes sur son territoire.

### Moyen Âge et Renaissance
La commune resta de tout temps un village fort modeste qui ne dépassa quasiment jamais les 500 habitants. Sa proximité de Grenoble (moins de 10 km) a permis ses dernières années une expansion démographique.

## Politique et administration

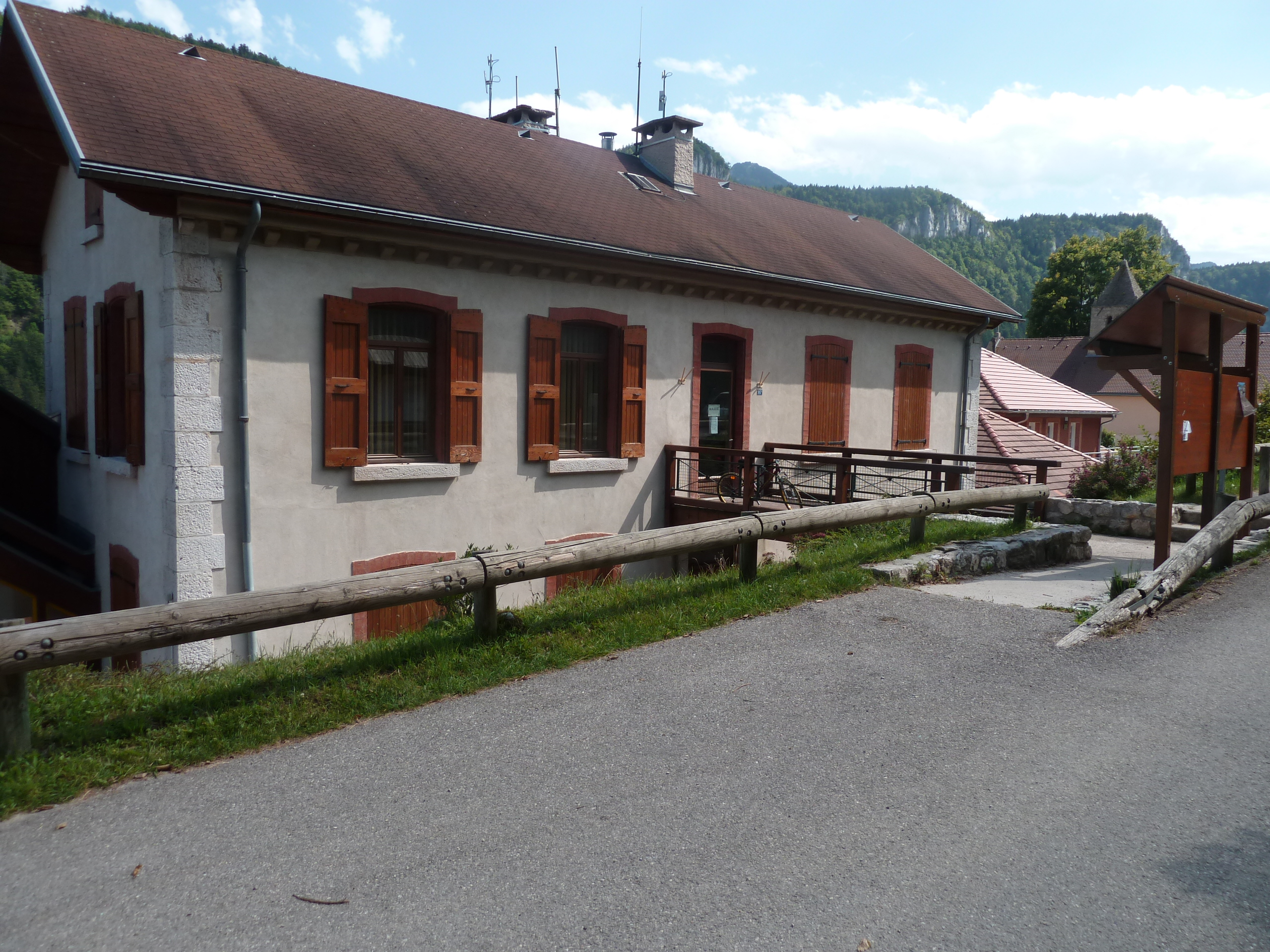
La mairie.

### Liste des maires
| Période                                  | Période      | Identité           | Étiquette | Qualité                    |
| ---------------------------------------- | ------------ | ------------------ | --------- | -------------------------- |
| mai 1953                                 | mars 1983    | Jean-Marie Charvet | PCF       |                            |
| Mars 1983                                | Mars 1989    | Jean Connan        | SE        | Retraité                   |
| mars 1989                                | mars 2008    | Gérard Bourgeois   | PS        |                            |
| mars 2008                                | octobre 2015 | Stéphane Falco     | PCF       | Retraité de l'enseignement |
| octobre 2015                             | mai 2020     | Jacques Montel     | S E       |                            |
| mai 2020                                 | En cours     | Stéphane Falco     | PCF       | Retraité de l'enseignement |
| Les données manquantes sont à compléter. |              |                    |           |                            |

## Population et société

### Démographie

#### Évolution démographique
L'évolution du nombre d'habitants est connue à travers les recensements de la population effectués dans la commune depuis 1793. Pour les communes de moins de 10 000 habitants, une enquête de recensement portant sur toute la population est réalisée tous les cinq ans, les populations de référence des années intermédiaires étant quant à elles estimées par interpolation ou extrapolation. Pour la commune, le premier recensement exhaustif entrant dans le cadre du nouveau dispositif a été réalisé en 2005.

En 2022, la commune comptait 429 habitants, en évolution de −8,53 % par rapport à 2016 (Isère : +3,07 %, France hors Mayotte : +2,11 %).
| 1793 | 1800 | 1806 | 1821 | 1831 | 1836 | 1841 | 1846 | 1851 |
| ---- | ---- | ---- | ---- | ---- | ---- | ---- | ---- | ---- |
| 372  | 372  | 401  | 324  | 454  | 458  | 462  | 435  | 418  |

| 1856 | 1861 | 1866 | 1872 | 1876 | 1881 | 1886 | 1891 | 1896 |
| ---- | ---- | ---- | ---- | ---- | ---- | ---- | ---- | ---- |
| 442  | 435  | 391  | 371  | 370  | 365  | 406  | 409  | 405  |

| 1901 | 1906 | 1911 | 1921 | 1926 | 1931 | 1936 | 1946 | 1954 |
| ---- | ---- | ---- | ---- | ---- | ---- | ---- | ---- | ---- |
| 402  | 321  | 274  | 221  | 179  | 178  | 164  | 150  | 186  |

| 1962 | 1968 | 1975 | 1982 | 1990 | 1999 | 2005 | 2006 | 2010 |
| ---- | ---- | ---- | ---- | ---- | ---- | ---- | ---- | ---- |
| 192  | 151  | 151  | 288  | 352  | 420  | 449  | 465  | 496  |

| 2015 | 2020 | 2022 | - | - | - | - | - | - |
| ---- | ---- | ---- | - | - | - | - | - | - |
| 473  | 441  | 429  | - | - | - | - | - | - |

#### Pyramide des âges
En 2018, le taux de personnes d'un âge inférieur à 30 ans s'élève à 28,4 %, soit en dessous de la moyenne départementale (37,1 %). À l'inverse, le taux de personnes d'âge supérieur à 60 ans est de 34,0 % la même année, alors qu'il est de 23,9 % au niveau départemental.
En 2018, la commune comptait 221 hommes pour 236 femmes, soit un taux de 51,64 % de femmes, légèrement supérieur au taux départemental (51,01 %).
Les pyramides des âges de la commune et du département s'établissent comme suit.
| Hommes | Classe d’âge | Femmes |
| ------ | ------------ | ------ |
| 0,5    | 90 ou +      | 0,4    |
| 9,4    | 75-89 ans    | 7,5    |
| 27,2   | 60-74 ans    | 23,2   |
| 20,2   | 45-59 ans    | 24,1   |
| 16,0   | 30-44 ans    | 14,9   |
| 10,3   | 15-29 ans    | 13,2   |
| 16,4   | 0-14 ans     | 16,7   |

| Hommes | Classe d’âge | Femmes |
| ------ | ------------ | ------ |
| 0,6    | 90 ou +      | 1,6    |
| 6,7    | 75-89 ans    | 8,7    |
| 15,3   | 60-74 ans    | 16,3   |
| 20,1   | 45-59 ans    | 19,6   |
| 18,8   | 30-44 ans    | 18,9   |
| 19     | 15-29 ans    | 17     |
| 19,4   | 0-14 ans     | 17,9   |

### Enseignement

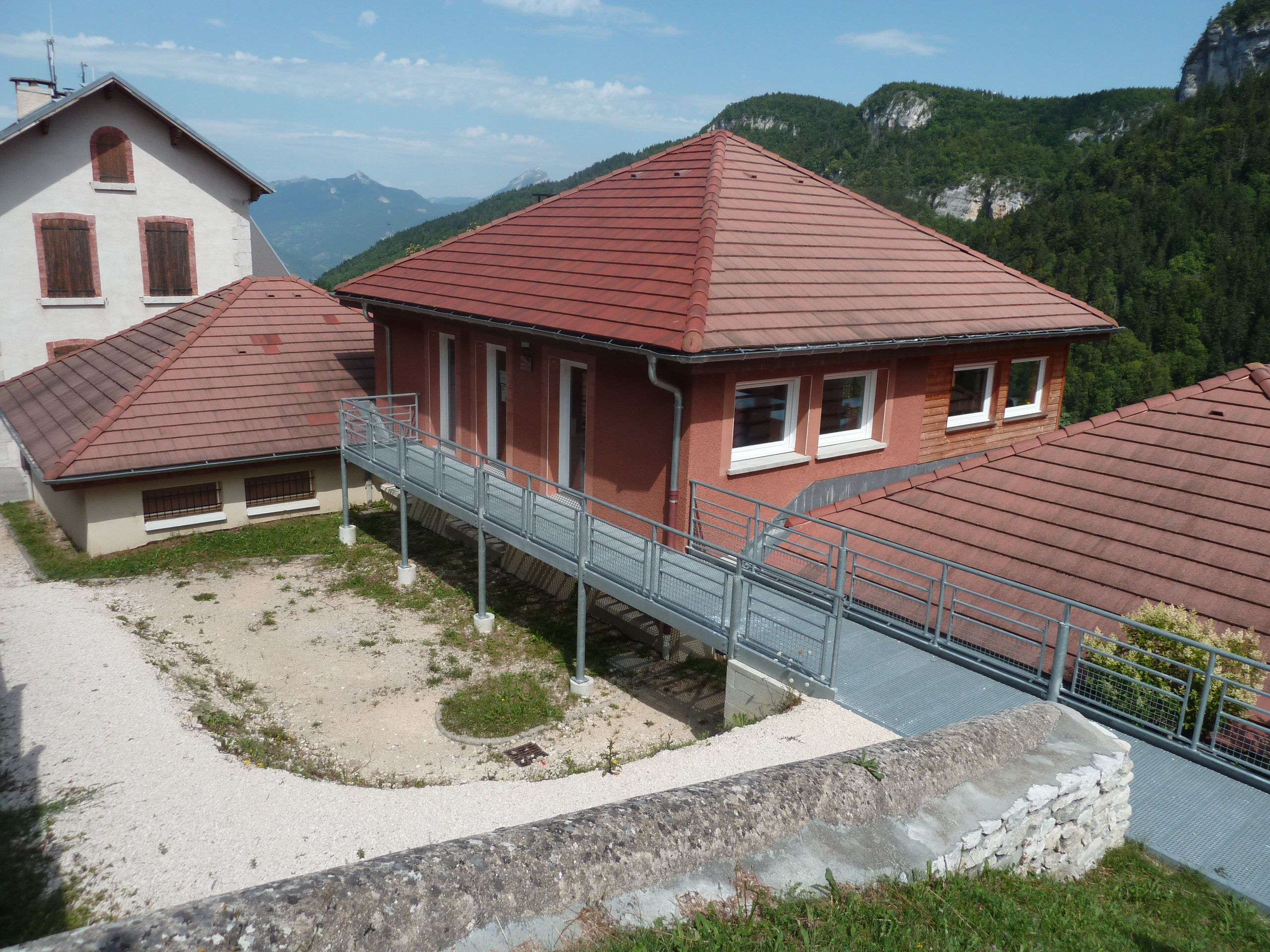
L'école primaire.

Rattachée à l'académie de Grenoble, la commune héberge une école primaire publique.

### Médias
- le Dauphiné libéré

Le quotidien régional historique des Alpes tirant à grand tirage est Le Dauphiné libéré. Celui-ci consacre, chaque jour, y compris le dimanche, dans son édition dénommée « De l'agglomération au Vercors », un ou plusieurs articles à l'actualité de la ville et du canton de Fontaine-Vercors, ainsi que des informations sur les éventuelles manifestations locales, les travaux routiers, et autres événements divers à caractère local au niveau de la commune d'Engins.

### Lieux de cultes

#### Culte catholique
La communauté catholique et l'église d'Engins (propriété communale) sont rattachées à la paroisse de la Croix de Valchevrière, dénommée ainsi en hommage à l'ancien hameau de Villard-de-Lans, témoin des combats locaux de la Seconde Guerre mondiale qui épargnèrent la petite chapelle de ce hameau. Cette paroisse a été créée en l'an 2000 par le diocèse de Grenoble-Vienne et couvre l'ensemble du canton actuel.
Un site internet consacré à cette activité cultuelle permet de connaitre toutes les informations sur ce sujet.

## Culture locale et patrimoine

### Lieux et monuments

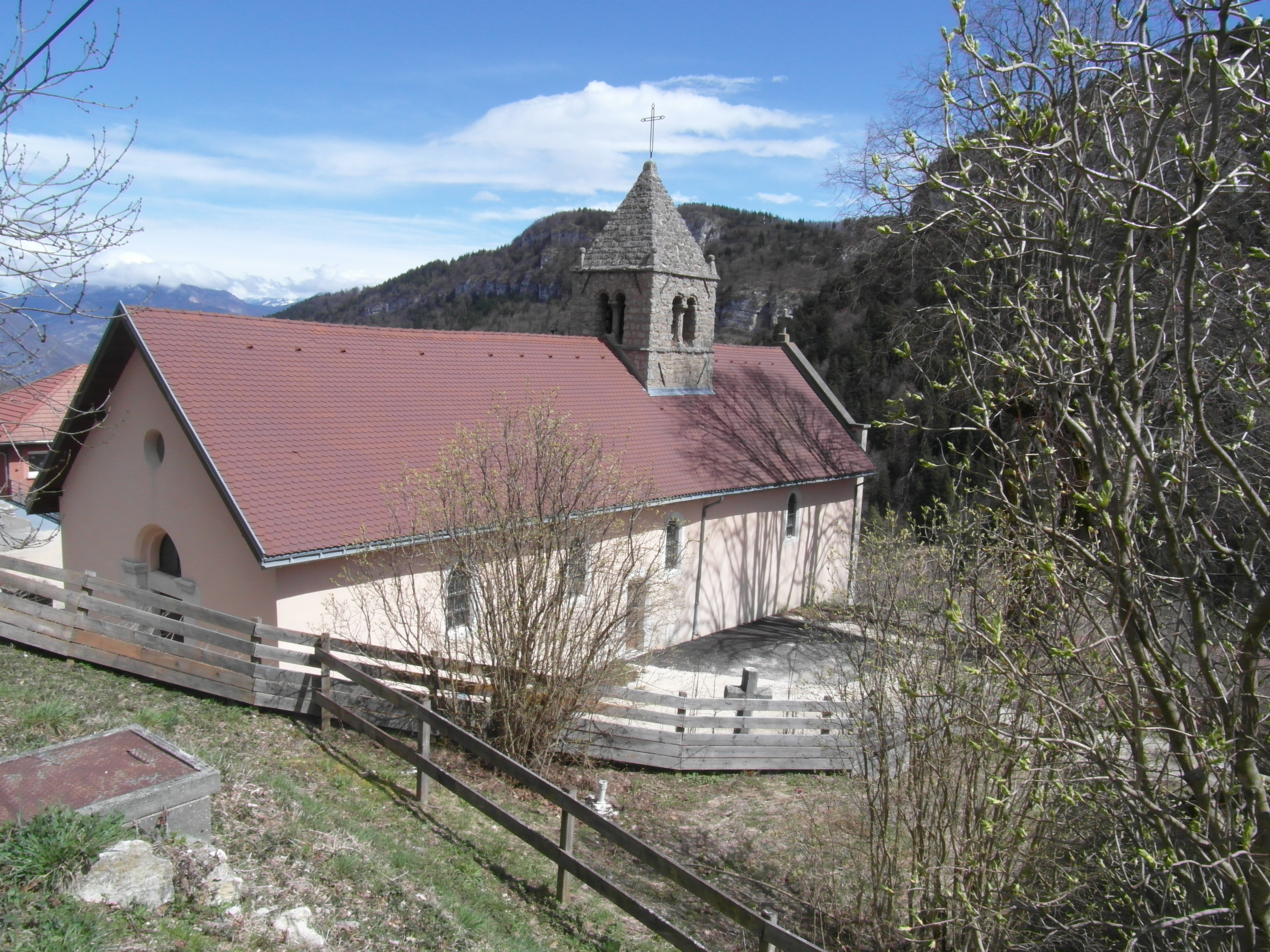
L'église d'Engins en avril 2018.

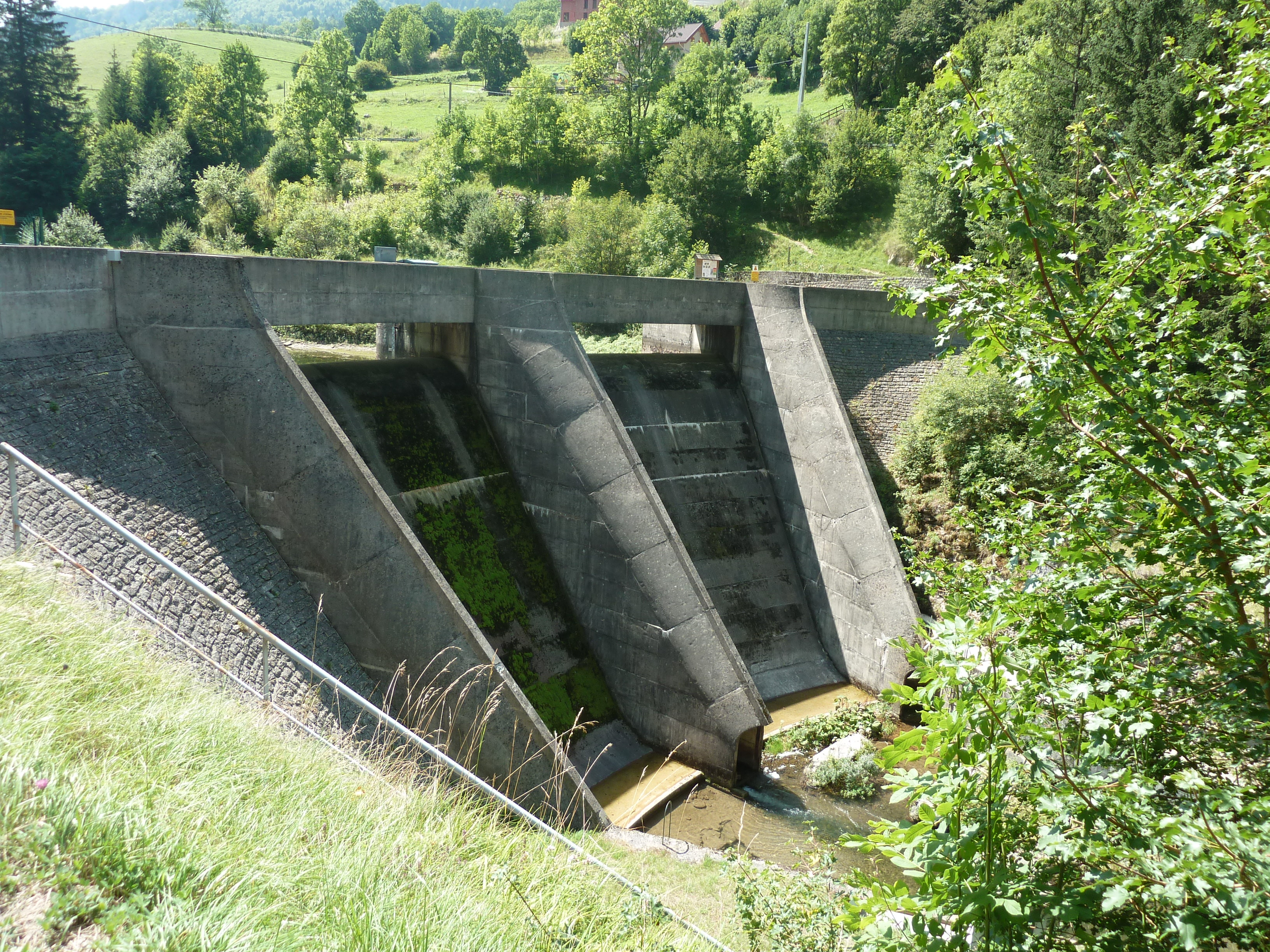
Le barrage d'Engins.

ÉgliseTrès belle petite église typique du Dauphiné. Le clocher est un magnifique spécimen de l'art roman de la fin du XIe ou du début du XIIe siècle : il est donc admis qu'il date de l'époque l'époque de saint Hugues (1080-1132), évêque de Grenoble.

#### Église Saint-Jean-Baptiste
Il s'agit de l'église paroissiale dont l'histoire recouvre près de dix siècles.
La première mention écrite de l'église d'Engins - aujourd'hui dédiée à saint Jean Baptiste - se trouve  dans une donation faite en 1080 à l'église Saint-Vincent de Grenoble et à son évêque, saint Hugues.
Et d'âge en âge, la paroisse et son église sont citées dans les textes anciens, du XIe au XVIe siècle : chartes et « pouillés » (= relevé, livre blanc) de 1111, 1115, 1275, 1375, 1494, etc., puis dans les archives épiscopales et diocésaines.
En 1671, à l'occasion d'une réorganisation du diocèse décidée par Mgr Le Camus, Engins devient une paroisse de l'archiprêtré de Villard-de-Lans ; avec six autres communes, elle est aujourd'hui intégrée à la paroisse de La Croix de Valchevrière.
Les siècles ne semblent pas avoir beaucoup éprouvé cette petite église, sans doute si bien construite dans les règles de l'art qu'elle a bien résisté au temps !
Quelques réparations sont évoquées en 1869 pour le chœur, puis en 1885, ainsi que la construction d'une sacristie en 1871. Des travaux semblent avoir été effectués vers 1950. Plus récemment, elle a bénéficié d'un « lifting » complet : la commune a fait refaire la toiture en 1988, puis restaurer le clocher en 1990 ; la communauté chrétienne a pris en charge la restauration intérieure de janvier 1990 à juin 1993 (« inauguration » le 20 juin 1993).
Ce fut d'abord le nettoyage et la restauration du chœur ; puis avec l'aide financière du diocèse et des communautés de Villard-de-Lans et d'Autrans, la remise en état de la nef par une entreprise de maçonnerie enginoise ; et celle des mobiliers (chaire, fonts baptismaux, escaliers, porte, etc.) par un groupe de laïcs. Plusieurs familles ont en outre confectionné en tapisserie un beau et original chemin de croix.
Une étude manuscrite de M. Farges sur les églises ou parties d'église romanes du diocèse, effectuée peu avant 1914, décrit ainsi l'église d'Engins :
« Cette église, de petites dimensions et de forme rectangulaire, comprend à l'intérieur une nef couverte d'un plafond, suivie d'un chœur court et plus étroit, couvert d'une voûte en plein cintre appuyée sur deux arcs doubleaux à chaque extrémité. À la suite, une abside à chevet plat, couverte d'une voûte en ogive assez surbaissée avec des nervures à section très réduite.
Le plein cintre couvrant le chœur avec ses arcs doubleaux, qui est formé d'un enduit recouvrant une maçonnerie ancienne, présente un intérêt comme base du clocher. »
« La partie intéressante de l'église est le clocher surmontant le chœur. Il est formé d'une tour rectangulaire, comportant un étage de fenêtres jumelées, une sur chaque face. Il se termine par un pyramide à quatre pans, basse et flanquée aux quatre coins de clochetons très bas. Aux fenêtres jumelées, la retombée des arcs en plein cintre s'appuie sur une colonnette, surmontée d'un tailloir barlong.
Ce clocher, quoique relativement simple, forme un ensemble élégant, et présente un joli spécimen de l'art roman de la fin du XIe ou du début du XIIe siècle ; on l'attribue à l'époque de St-Hugues (1080-1132). »
On observera que le plafond de la nef a été démonté et laisse apparaître la charpente ; et que la maçonnerie ancienne de la base du clocher a été opportunément débarrassée de son enduit.
Ce « dépouillement » a redonné à cette petite église de campagne sa belle simplicité.
Article tiré de Nord Vercors
n° 212 Septembre 2005
Barrage d'Enginsle barrage d'Engins est une retenue d'eau artificielle, datant de 1958 et servant à alimenter la centrale hydroélectrique de Sassenage. Avant d'arriver à Sassenage, l'eau aura emprunté 3 458 m de galeries souterraines et 1 340 m de conduites d'eau forcées.

### Patrimoine naturel

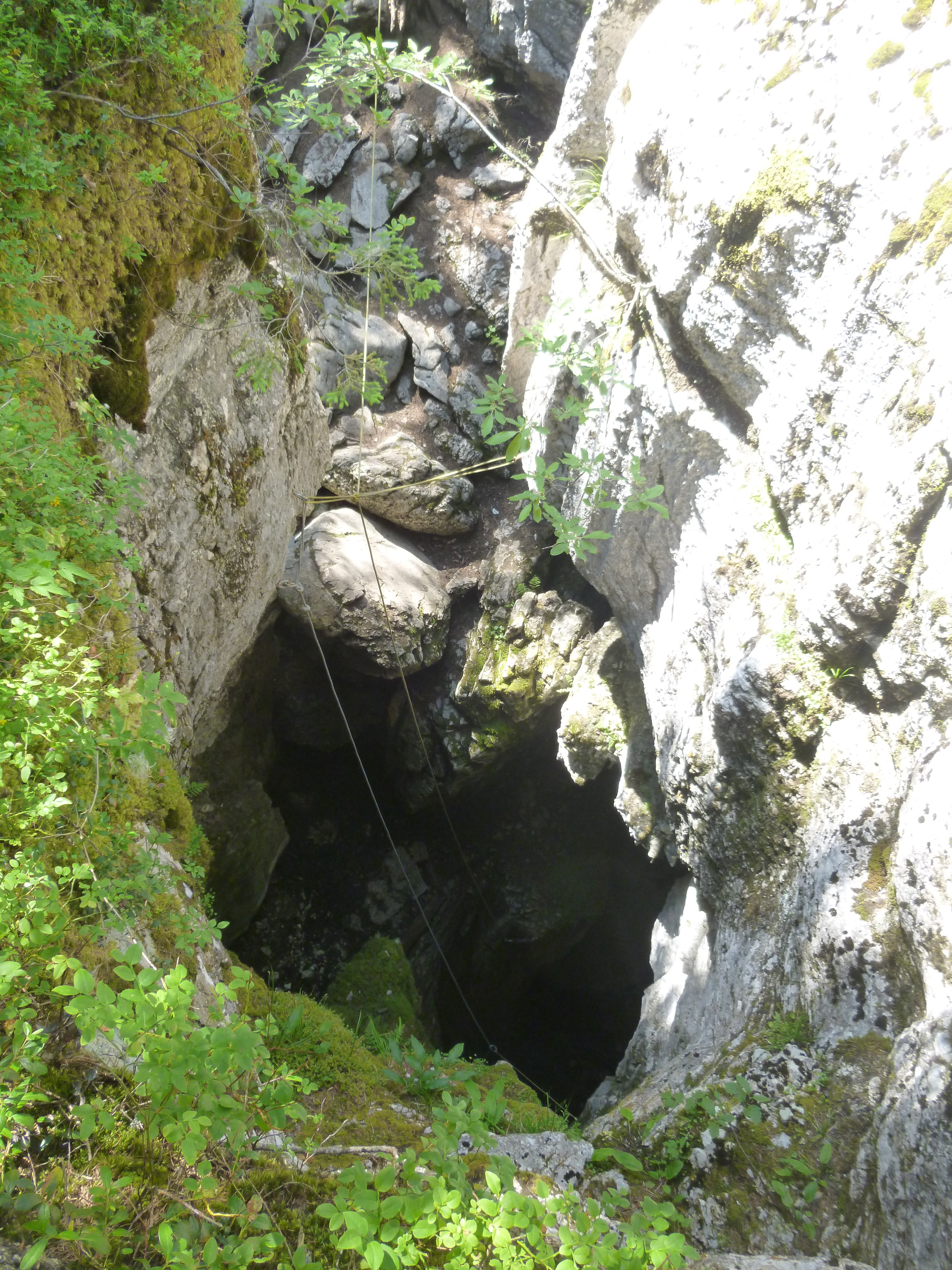
Gouffre Berger

Gouffre Bergerc'est sur le territoire de la commune d'Engins qu'a été découvert en 1953 le gouffre Berger. En 1956, une équipe de spéléologues conduite par Jo Berger qui lui laissa son nom, a atteint et dépassé, pour la première fois au monde, la profondeur de −1 000 m. La rivière souterraine se poursuit jusqu’aux cuves de Sassenage (grottes visitables situées dans le centre de la commune de Sassenage), mais toute jonction reste interdite à −1 198 m en raison de l'existence d'une zone noyée impénétrable jusqu’à maintenant.
Espace naturel sensible du plateau de la Molière et du Sornince secteur montagneux domine le bourg depuis l'ouest et est classé comme site Natura 2000.
Mollard Gargotcette éminence qui constitue la bordure orientale du plateau du Vercors et qui marque la limite de la commune avec celle de Fontaine, ville de la banlieue grenobloise est visible de Grenoble. C'est un site de promenade et de randonnée accessible en 3 heures depuis le terminus de tramway de la ligne A du tramway de Grenoble.

### Héraldique
|  | Engins possède des armoiries dont l'origine et le blasonnement exact ne sont pas disponibles. |